# 电阻率与电导率
电阻率（英語：resistivity），也称为体积电阻率或比电阻，是材料的特性，用于测量其电阻或抵抗电流的能力。 低電阻率表示材料容易通過電流。 電阻率通常用希腊字母ρ表示。电阻率的SI单位是欧姆·米（Ω· m）。例如，如果1 m3實心立方體材料在兩個相對面上具有片狀觸點，這些觸點之間的电阻为1 Ω，则材料的电阻率为1 Ω·m。
电导率（英語：conductivity），或比电导，是電阻率的倒數，代表材料傳導電流的能力。 通常用希臘字母σ表示（西格玛），但特别在电气工程中，有時會用到字母κ（kappa ）和γ（gamma）。電導率的SI單位是西门子每米（S/m）。 電阻率和電導率是材料的内含性质。电阻和电导是相对应的外延属性，它們表現特定物體對電流相反的反應。

## 定义

### 理想情况

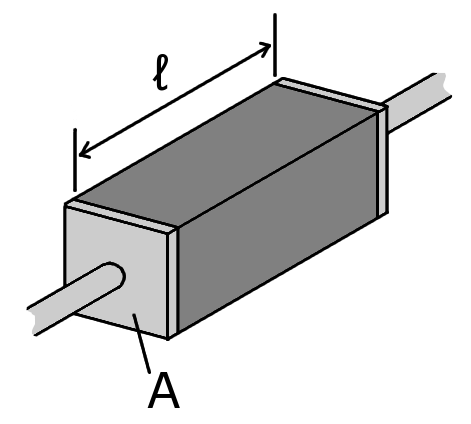
一块两端带有电触点的电阻材料。

在理想情况下，被测材料的横截面和物理成分在整个样品中都是均匀的，电场和电流密度在各处都是平行且恒定的。事实上，许多电阻器和导体都具有均匀的横截面和均匀的电流，并且由单一材料制成，是很好的模型。(在这种情况下，导体的电阻与其长度成正比，与其横截面积成反比，其中电阻率ρ是比例常数。写為： {\displaystyle R\propto {\frac {\ell }{A}}}{\displaystyle {\begin{aligned}R&=\rho {\frac {\ell }{A}}\\[3pt]{}\Leftrightarrow \rho &=R{\frac {A}{\ell }},\end{aligned}}}其中
- {\displaystyle R} 是材料均勻樣本的電阻
- {\displaystyle \ell } 是樣本的長度
- {\displaystyle A} 是樣本的横截面积

电阻率可以使用SI单位欧姆·米（Ω·m）來表示，即歐姆乘以平方米（對橫截面積），然後除以米（對長度）。
“电阻”和“电阻率”都描述了使电流流过材料的困难程度，但电阻率与电阻不同，是一种固有属性，不依賴材料的幾何屬性。 這表示所有純銅（Cu）線（其晶體結構等未受到扭曲），無論其形狀和尺寸如何，都具有相同的電阻率，但又長又細的銅線比粗而短的銅線具有更 大的電阻。 每種材料都有其自身的電阻率特性。
在液压类比中，使電流通過高電阻率材料就像將水推過裝滿沙子的管道一樣。 讓電流通過低電阻率材料就像將水推過空管一樣。 如果管道尺寸和形狀相同，則充滿沙子的管道具有更高的流動阻力。 然而，阻力不僅取決於沙子的存在與否。 它還取決於管道的長度和寬度，短或寬的管道比窄或長的管道具有更低的阻力。
將上式轉置即可得到普耶定律（以克劳德·普耶命名）：{\displaystyle R=\rho {\frac {\ell }{A}}.}給定元件的電阻與長度成正比，但與橫截面積成反比。 例如，如果A = 1 m2, {\displaystyle \ell } = 1 米（形成一個在相對面上具有完美導電觸點的立方體），則該元件的電阻（以歐姆為單位）在數值上等於其構成材料的電阻率（以Ω·m為單位）。

电导率σ是電阻率的倒數：{\displaystyle \sigma ={\frac {1}{\rho }}.}電導率的SI單位為西门子每米（S/m）。

### 一般标量
對於非理想狀況，例如更複雜的幾何形狀，或當電流和電場在材料的不同部分變化時，有必要使用更通用的表達式，其中特定點的電阻率定義為电场到它在该点产生的电流密度：{\displaystyle \rho ={\frac {E}{J}},}其中：
- {\displaystyle \rho } 是導體材料的電阻率，
- {\displaystyle E} 是電場的大小，
- {\displaystyle J} 是 电流密度 的大小，

{\displaystyle E}和{\displaystyle J}位于导体内部。
電導率是電阻率的倒數：{\displaystyle \sigma ={\frac {1}{\rho }}={\frac {J}{E}}}例如，橡膠是一種ρ大、σ小的材料，即使橡膠中存在非常大的電場，也幾乎沒有電流流過。 另一方面，銅是一種ρ小、σ大的材料，即使是很小的電場也會吸引大量電流通過。
如下所示，当材料中的电场和电流密度恒定时，该表达可简化。

### 张量电阻率
当材料的电阻率具有方向性成分时，必须使用电阻率的最一般定义。它以欧姆定律的张量-矢量形式为起点，将材料内部的电场与电流流联系起来。这个等式是完全通用的，这意味着它适用于所有情况，包括上述情况。不过，这个定义最为复杂，因此只直接用于各向异性的情况，在这种情况下无法应用更简单的定义。如果材料不是各向异性的，则可以忽略张量矢量定义，而使用更简单的表达式。
各向异性是指材料在不同方向上有不同的性質。 例如，石墨晶體在微觀上由一堆薄片組成，電流很容易流過每個薄片，但從一個薄片流向相鄰的薄片就不容易了。在這種情況下，電流的流動方向與電場的方向不完全相同。 因此，適當的方程式被推廣到三維張量形式：{\displaystyle \mathbf {J} ={\boldsymbol {\sigma }}\mathbf {E} \,\,\rightleftharpoons \,\,\mathbf {E} ={\boldsymbol {\rho }}\mathbf {J} ,}其中電導率σ和电阻率ρ是2階张量，電場E和电流密度J是向量。 這些張量可以用3×3矩陣、帶有 3×1矩陣的向量表示，並且在這些方程式的右邊使用矩阵乘法。 以矩陣形式，電阻率關係由下式給出：{\displaystyle {\begin{bmatrix}E_{x}\\E_{y}\\E_{z}\end{bmatrix}}={\begin{bmatrix}\rho _{xx}&\rho _{xy}&\rho _{xz}\\\rho _{yx}&\rho _{yy}&\rho _{yz}\\\rho _{zx}&\rho _{zy}&\rho _{zz}\end{bmatrix}}{\begin{bmatrix}J_{x}\\J_{y}\\J_{z}\end{bmatrix}},}其中
- {\displaystyle \mathbf {E} } 是電場向量，其分量為 (Ex, E< sub >y, Ez);
- {\displaystyle {\boldsymbol {\rho }}} 是電阻率張量，一般是一個三乘三的矩陣；
- {\displaystyle \mathbf {J} } 是電流密度向量，其分量為 (Jx, J < sub>y, Jz)。

或者{\displaystyle \mathbf {E} _{i}={\boldsymbol {\rho }}_{ij}\mathbf {J} _{j}~.}在任一情況下，每個電場分量的結果表達式為：

{\displaystyle {\begin{aligned}E_{x}&=\rho _{xx}J_{x}+\rho _{xy}J_{y}+\rho _{xz}J_{z},\\E_{y}&=\rho _{yx}J_{x}+\rho _{yy}J_{y}+\rho _{yz}J_{z},\\E_{z}&=\rho _{zx}J_{x}+\rho _{zy}J_{y}+\rho _{zz}J_{z}.\end{aligned}}}
由於座標系的選擇是自由的，通常的約定是透過選擇與目前方向平行的 x軸來簡化表達式，因此Jy = Jz = 0 ，得到：{\displaystyle \rho _{xx}={\frac {E_{x}}{J_{x}}},\quad \rho _{yx}={\frac {E_{y}}{J_{x}}},{\text{ and }}\rho _{zx}={\frac {E_{z}}{J_{x}}}.}电导率的定义形式类似：{\displaystyle {\begin{bmatrix}J_{x}\\J_{y}\\J_{z}\end{bmatrix}}={\begin{bmatrix}\sigma _{xx}&\sigma _{xy}&\sigma _{xz}\\\sigma _{yx}&\sigma _{yy}&\sigma _{yz}\\\sigma _{zx}&\sigma _{zy}&\sigma _{zz}\end{bmatrix}}{\begin{bmatrix}E_{x}\\E_{y}\\E_{z}\end{bmatrix}}}或者{\displaystyle \mathbf {J} _{i}={\boldsymbol {\sigma }}_{ij}\mathbf {E} _{j},}得到{\displaystyle {\begin{aligned}J_{x}&=\sigma _{xx}E_{x}+\sigma _{xy}E_{y}+\sigma _{xz}E_{z}\\J_{y}&=\sigma _{yx}E_{x}+\sigma _{yy}E_{y}+\sigma _{yz}E_{z}\\J_{z}&=\sigma _{zx}E_{x}+\sigma _{zy}E_{y}+\sigma _{zz}E_{z}\end{aligned}}.}对比两式，{\displaystyle {\boldsymbol {\rho }}}和{\displaystyle {\boldsymbol {\sigma }}}互为逆矩阵。 然而，在最一般的情況下，各個矩陣元素不一定是彼此的倒數；例如， σxx不一定等于1/ρxx 。這可以從{\displaystyle \rho _{xy}}是非零的霍尔效应中看出，由于绕z軸的旋轉不變性，{\displaystyle \rho _{yy}=\rho _{xx}}和{\displaystyle \rho _{yx}=-\rho _{xy}}，因此電阻率和電導率之間的關係簡化為：{\displaystyle \sigma _{xx}={\frac {\rho _{xx}}{\rho _{xx}^{2}+\rho _{xy}^{2}}},\quad \sigma _{xy}={\frac {-\rho _{xy}}{\rho _{xx}^{2}+\rho _{xy}^{2}}}.}如果电场与施加的电流平行，{\displaystyle \rho _{xy}}和{\displaystyle \rho _{xz}}为零。当它们为零、或一个数时，{\displaystyle \rho _{xx}}足以描述电阻率。然后简单地写成{\displaystyle \rho } ，这简化为更简单的表达式。

## 电导率和载流子

### 电流密度与电流速度的关系
电流是电荷的有序运动。 

## 导电率的原因

### 能带理论的简化
根据基本量子力学，原子或晶體中的電子只能具有一定的精確能階；這些水平之間的能量是不可能的。 當大量這樣的允許能階具有緊密間隔的能量值時——即具有僅微小差異的能量——這些接近的能階組合被稱為「能帶」。 材料中可能存在許多這樣的能帶，取決於組成原子的原子序數及其在晶體內的分佈。 
材料的電子試圖透過進入低能態來最小化材料中的總能量；然而，泡利不相容原理意味著每種這樣的狀態只能存在一個。 因此電子從底部開始「填充」能帶結構。 電子所填充的特徵能階稱為费米能级。 費米能階相對於能帶結構的位置對於電傳導非常重要：只有能階接近或高於费米能级的電子才能在更廣泛的材料結構內自由移動，因為電子可以輕鬆地在部分佔據的電子之間跳躍。 相較之下，低能態始終完全充滿電子數量的固定限制，而高能態始終沒有電子。
電流由電子流組成。 在金屬中，有許多電子能階接近費米能階，因此有許多電子可移動。 這就是金屬具有高電子導電性的原因。
能帶理論的一個重要部分是可能存在能量禁帶：不包含能階的能量區間。 在絕緣體和半導體中，電子的數量剛好可以填滿一定整數個低能帶，剛好達到邊界。 在這種情況下，費米能階落在帶隙內。 由於費米能階附近沒有可用的態，且電子不能自由移動，因此電子電導率非常低。

### 金属
金属由原子晶格組成，每個原子都有一個電子外殼，電子可以自由地從其母原子中解離並穿過晶格。 這也叫正離子晶格。這種可離解電子的「海洋」使金屬能夠傳導電流。 當在金屬上施加電位差（电压）時，產生的電場導致電子向正極漂移。 電子的實際漂移速度通常很小，約為每小時米的數量級。 然而，由於移動電子的數量龐大，即使很慢的漂移速度也會導致很大的电流密度。该机制类似牛顿摆中，球的動量傳遞，但電能沿著導線的快速傳播不是由於機械力，而是由導線引導的載能電磁場的傳播。
大多數金屬都具有電阻。 在更簡單的模型（非量子力學模型）中，這可以透過用波狀結構取代電子和晶格來解釋。 當電子波穿過晶格時，波会发生干涉，從而產生電阻。 晶格越規則，發生的干擾越少，因此阻力越小。 因此，阻力的大小主要由兩個因素所引起。 首先，它是由溫度以及晶格的振動量引起的。 較高的溫度會導致更大的振動，從而導致晶格不規則。 其次，金屬的純度也很重要，因為不同離子的混合物也是不規則的。純金屬熔化時電導率的小幅下降是由於長程晶序的損失。 短程有序仍然存在，並且離子位置之間的強相關性導致相鄰離子衍射的波之間的相干性。

### 半导体和绝缘体
金属中，费米能级位于导带，產生自由傳導電子。 然而，半导体中，费米能级的位置位于带隙内，大约在导带最小值（未填充电子能级的第一能带的底部）和价带最大值（充滿電子能階的導帶下方的帶頂）。这适用于本征（未掺杂）半导体，这意味着在绝对零温度下，不会有自由传导电子，并且电阻无穷大。然而，随着导带中电荷载流子密度（即在不引入進一步複雜性的情況下的電子密度）增加，電阻減小。 在外在（摻雜）半導體中，掺杂原子透過嚮導帶提供電子或在價帶中產生電洞來增加多數電荷載子濃度。 （「電洞」是缺少電子的位置；此類電洞的行為方式與電子類似。）對於這兩種類型的施主或受主原子，增加摻雜劑密度會降低電阻。 因此，高摻雜半導體表現出金屬性。 在非常高的溫度下，熱產生的載子的貢獻超過摻雜劑原子的貢獻，且電阻隨著溫度呈指數下降。

### 离子液体、电解质
{\displaystyle n_{\text{e}}\propto \exp \left(e\Phi /k_{\text{B}}T_{\text{e}}\right).}电解质中，導電不是透過帶狀電子或洞發生，而是透過完整的原子種類（离子）移動，每個原子都攜帶電荷。 離子溶液（電解質）的電阻率隨濃度變化很大－蒸餾水幾乎是絕緣體，而盐水是合理的電導體。离子液体中的傳導也由離子的運動控制，但這裡我們討論的是熔鹽而不是溶劑化離子。 生物膜中，電流由離子鹽攜帶。 細胞膜上的小孔稱為离子通道，對特定離子具有選擇性並決定膜電阻。
液体（例如水溶液）中离子的浓度取决于溶解物质的离解程度，用离解系数{\displaystyle \alpha }來表徵 ，是離子濃度{\displaystyle N}和溶解物質的分子濃度{\displaystyle N_{0}}的比率：{\displaystyle N=\alpha N_{0}~.}比电导率（ {\displaystyle \sigma } ) 等于：{\displaystyle \sigma =q\left(b^{+}+b^{-}\right)\alpha N_{0}~,}其中{\displaystyle q}是离子电荷的模数，{\displaystyle b^{+}}和{\displaystyle b^{-}}是带正电和负电离子的迁移率。

### 超导

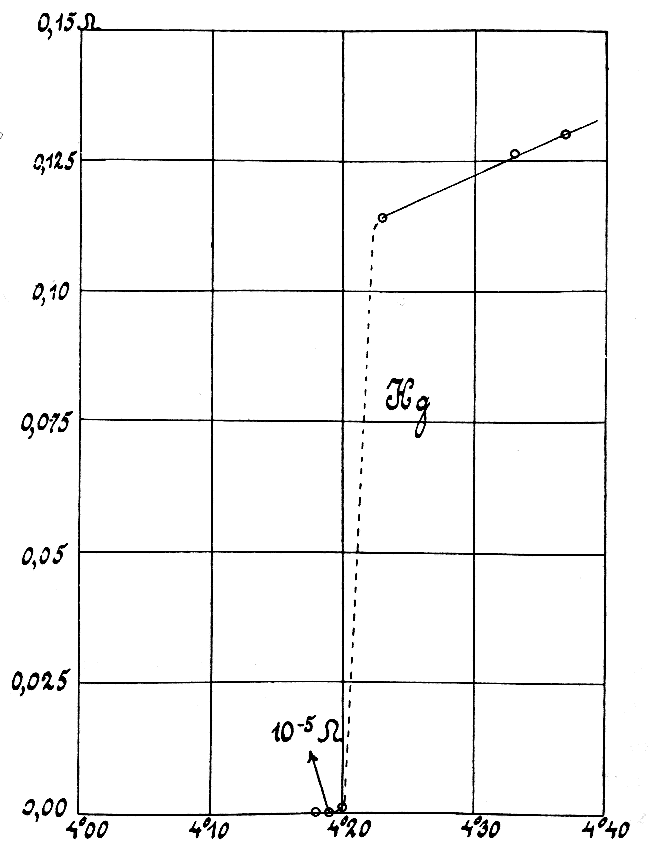
海克·卡末林·昂內斯在1911 年实验的原始数据显示了水银丝的电阻与温度的函数关系。电阻的突然下降是超导转变。

金屬導體的電阻率隨著溫度降低而逐漸降低。 在普通（即非超導）導體中，例如铜或银，這種下降受到雜質和其他缺陷的限制。 即使接近绝对零度，普通導體的真實樣本也會顯示出一定的電阻。 在超導體中，當材料冷卻到其臨界溫度以下時，電阻突然降至零。 在普通導體中，電流由電壓梯度驅動，而在超導體中，沒有電壓梯度，電流與超導序參數的相位梯度有關。结果在超导线环中流動的電流可以在沒有電源的情況下無限持續。
在第二类超导体的超導體中，包括所有已知的高温超导体，當電流與強磁場結合使用時，在低於標稱超導轉變太遠的溫度下會出現極低但非零的電阻率，這可能是由電流引起的。 這是由於電子超流體中磁渦流的運動，它消耗了電流攜帶的部分能量。 與非超導材料相比，這種效應產生的電阻很小，但在敏感實驗中必須考慮到這一點。 然而，當溫度降低到遠低於標稱超導轉變時，這些渦流可能會凍結，使材料的電阻真正為零。

### 等离子体
等离子体是非常好的导体，电势起着重要的作用。

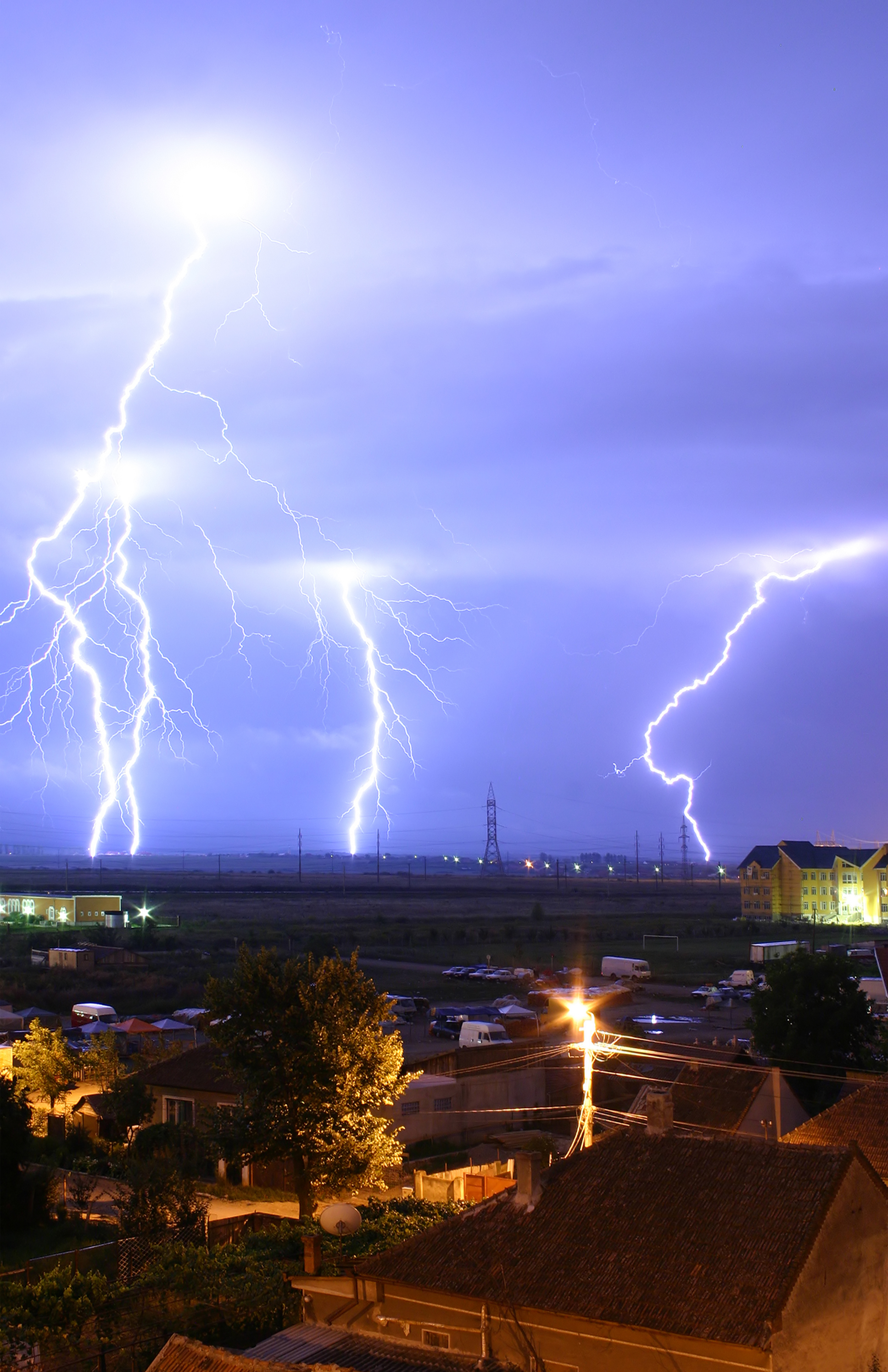
闪电是地球表面存在等离子体的一个例子。通常闪电会在高达 1 亿伏的电压下释放30,000 安培的电流，并发射光、无线电波和X射线。闪电中的等离子体温度可能接近 30,000 K (29,727 °C) (53,540 °F)，比太阳表面温度高五倍，电子密度超过10^{24} m^{-3} 。

電位均勻存在於帶電粒子之間的空間中的，與如何測量它的問題無關，被稱為等離子體電位或空間電位。 如果將電極插入等離子體中，由於所謂的德拜鞘，其電位通常遠低於等離子體電位。 等離子體良好的導電性使其電場非常小。 這就產生了準中性的重要概念，即在大量等離子體中負電荷的密度大約等於正電荷的密度（ ne = ⟨Z⟩ > ni )，但在德拜长度範圍內可能存在電荷不平衡。 在形成雙層的特殊情況下，電荷分離可以延伸數十個德拜長度。
电势和电场的大小必须通过简单地求净电荷密度以外的方法来确定。一个常见的例子是假设电子满足玻尔兹曼关系：{\displaystyle n_{\text{e}}\propto \exp \left(e\Phi /k_{\text{B}}T_{\text{e}}\right).}区分这种关系提供了一种根据密度计算电场的方法：{\displaystyle \mathbf {E} =-{\frac {k_{\text{B}}T_{\text{e}}}{e}}{\frac {\nabla n_{\text{e}}}{n_{\text{e}}}}.}（∇ 是向量梯度运算符；有关详细信息，请参阅nabla 符号和梯度。）
在天体物理等离子体中，电场屏蔽可防止电场直接影响大距离（即大于德拜长度）的等离子体。然而，帶電粒子的存在導致等離子體產生磁場並受到磁场影響。 這可能並且確實會導致極其複雜的行為，例如等離子體雙層的產生，這是一種將電荷分離到數十個德拜长度的物体。磁流体动力学學科研究等離子體與外部磁場和自生磁場相互作用的動力學。
等離子體通常被稱為繼固體、液體和氣體之後的第四种物质状态。与这些和其他低能物质状态不同，儘管等離子體與氣相密切相關，因為它也沒有確定的形式或體積，但它在許多方面有所不同，包括以下方面：
| 特征         | 气体                                                                                 | 等离子体 |
| ------------ | ------------------------------------------------------------------------------------ | --- |
| 电导率       | 非常低：空气是极好的绝缘体，直到电场强度超过 30 kV/cm 时才会分解成等离子体。         | 通常非常高：对于许多用途，等离子体的电导率可以被视为无限大。                                                                                                 |
| 独立行动类型 | 一：所有气体粒子的行为方式都相似，受到重力和相互碰撞的影响。                         | 两个或三个：电子、离子、质子和中子可以通过其电荷的符号和值来区分，以便它们在许多情况下独立运行，具有不同的体速度和温度，从而允许诸如新型波和不稳定性等现象。 |
| 速度分布     | 麦克斯韦式：碰撞通常会导致所有气体粒子的麦克斯韦速度分布，只有极少数相对较快的粒子。 | 通常是非麦克斯韦式的：热等离子体中的碰撞相互作用通常很弱，外力可以使等离子体远离局部平衡，并导致大量异常快速的粒子。                                         |
| 互动         | 二元：双粒子碰撞是规则，三体碰撞极为罕见。                                           | 集体：波或等离子体的有组织运动非常重要，因为粒子可以通过电力和磁力在远距离相互作用。                                                                         |

## 各种材料的电阻率和电导率
- 諸如金屬之類的導體具有高電導率和低電阻率。
- 玻璃等绝缘体具有低電導率和高電阻率。
- 半导体的電導率通常處於中等水平，但在不同條件下變化很大，例如材料暴露於電場或特定頻率的光，最重要是，也隨著半導體材料的温度和成分的變化。

半导体掺杂程度使電導率差異很大。某種程度上，摻雜更多會提高電導率。水、水溶液的電導率很大程度取決於其溶解盐的浓度以及在溶液中电离的其他化學物質。 水樣的電導率可用作樣品無鹽、無離子或無雜質程度的指標；水越純淨，電導率越低（電阻率越高）。 水中的電導率測量通常以比電導的形式報告。EC计通常用於測量溶液中的電導率。 粗略總結如下：
| 材料       | 电阻率， ρ (Ω·m) |
| ---------- | ---------------- |
| 超导体     | 0                |
| 金属       | 10 -8            |
| 半导体     | 多变的           |
| 电解质     | 多变的           |
| 绝缘子     | 10 16            |
| 超级绝缘体 | 无穷大           |

此表显示了各种材料在20 °C（68 °F；293 K）的电阻率 ( ρ )、电导率和温度系数 。
| Material                                       | Resistivity, ρ, at 20 °C (Ω·m) | Conductivity, σ, at 20 °C (S/m) | Temperature coefficient (K−1) | Reference     |
| ---------------------------------------------- | ------------------------------ | ------------------------------- | ----------------------------- | ------------- |
| Silver                                         | 1.59×10−8                      | 6.30×107                        | 3.80×10−3                     | [ 21 ] [ 22 ] |
| Copper                                         | 1.68×10−8                      | 5.96×107                        | 4.04×10−3                     | [ 23 ] [ 24 ] |
| Annealed copper                                | 1.72×10−8                      | 5.80×107                        | 3.93×10−3                     | [ 25 ]        |
| Gold                                           | 2.44×10−8                      | 4.11×107                        | 3.40×10−3                     | [ 21 ]        |
| Aluminium                                      | 2.65×10−8                      | 3.77×107                        | 3.90×10−3                     | [ 21 ]        |
| Brass (5% Zn)                                  | 3.00×10−8                      | 3.34×107                        |                               |               |
| Calcium                                        | 3.36×10−8                      | 2.98×107                        | 4.10×10−3                     |               |
| Rhodium                                        | 4.33×10−8                      | 2.31×107                        |                               |               |
| Tungsten                                       | 5.60×10−8                      | 1.79×107                        | 4.50×10−3                     | [ 21 ]        |
| Zinc                                           | 5.90×10−8                      | 1.69×107                        | 3.70×10−3                     |               |
| Brass (30% Zn)                                 | 5.99×10−8                      | 1.67×107                        |                               |               |
| Cobalt                                         | 6.24×10−8                      | 1.60×107                        | 7.00×10−3                     |               |
| Nickel                                         | 6.99×10−8                      | 1.43×107                        | 6.00×10−3                     |               |
| Ruthenium                                      | 7.10×10−8                      | 1.41×107                        |                               |               |
| Lithium                                        | 9.28×10−8                      | 1.08×107                        | 6.00×10−3                     |               |
| Iron                                           | 9.70×10−8                      | 1.03×107                        | 5.00×10−3                     | [ 21 ]        |
| Platinum                                       | 10.6×10−8                      | 9.43×106                        | 3.92×10−3                     | [ 21 ]        |
| Tin                                            | 10.9×10−8                      | 9.17×106                        | 4.50×10−3                     |               |
| Phosphor Bronze (0.2% P / 5% Sn)               | 11.2×10−8                      | 8.94×106                        |                               |               |
| Gallium                                        | 14.0×10−8                      | 7.10×106                        | 4.00×10−3                     |               |
| Niobium                                        | 14.0×10−8                      | 7.00×106                        |                               |               |
| Carbon steel (1010)                            | 14.3×10−8                      | 6.99×106                        |                               |               |
| Lead                                           | 22.0×10−8                      | 4.55×106                        | 3.90×10−3                     | [ 21 ]        |
| Galinstan                                      | 28.9×10−8                      | 3.46×106                        | [ 28 ]                        |               |
| Titanium                                       | 42.0×10−8                      | 2.38×106                        | 3.80×10−3                     |               |
| Grain oriented electrical steel                | 46.0×10−8                      | 2.17×106                        |                               | [ 29 ]        |
| Manganin                                       | 48.2×10−8                      | 2.07×106                        | 0.002×10−3                    | [ 30 ]        |
| Constantan                                     | 49.0×10−8                      | 2.04×106                        | 0.008×10−3                    | [ 31 ]        |
| Stainless steel                                | 69.0×10−8                      | 1.45×106                        | 0.94×10−3                     |               |
| Mercury                                        | 98.0×10−8                      | 1.02×106                        | 0.90×10−3                     | [ 30 ]        |
| Bismuth                                        | 129×10−8                       | 7.75×105                        |                               |               |
| Manganese                                      | 144×10−8                       | 6.94×105                        |                               |               |
| Plutonium (0 °C)                               | 146×10−8                       | 6.85×105                        |                               |               |
| Nichrome                                       | 110×10−8                       | 6.70×105                        | 0.40×10−3                     | [ 21 ]        |
| Carbon (graphite) parallel to basal plane      | 250×10−8 to 500×10−8           | 2×105 to 3×105                  |                               | [ 5 ]         |
| Carbon (amorphous)                             | 0.5×10−3 to 0.8×10−3           | 1.25×103 to 2.00×103            | −0.50×10−3                    | [ 21 ] [ 32 ] |
| Carbon (graphite) perpendicular to basal plane | 3.0×10−3                       | 3.3×102                         |                               | [ 5 ]         |
| GaAs                                           | 10−3 to 108                    | 10−8 to 103                     |                               | [ 33 ]        |
| Germanium                                      | 4.6×10−1                       | 2.17                            | −48.0×10−3                    | [ 21 ] [ 22 ] |
| Sea water                                      | 2.1×10−1                       | 4.8                             |                               | [ 34 ]        |
| Swimming pool water                            | 3.3×10−1 to 4.0×10−1           | 0.25 to 0.30                    |                               |               |
| Drinking water                                 | 2×101 to 2×103                 | 5×10−4 to 5×10−2                |                               | [ 來源請求 ]  |
| Silicon                                        | 2.3×103                        | 4.35×10−4                       | −75.0×10−3                    | [ 35 ] [ 21 ] |
| Wood (damp)                                    | 103 to 104                     | 10−4 to 10−3                    |                               |               |
| Deionized water                                | 1.8×105                        | 4.2×10−5                        |                               | [ 36 ]        |
| Ultrapure water                                | 1.82×109                       | 5.49×10−10                      |                               |               |
| Glass                                          | 1011 to 1015                   | 10−15 to 10−11                  |                               | [ 21 ] [ 22 ] |
| Carbon (diamond)                               | 1012                           | ~10−13                          |                               | [ 37 ]        |
| Hard rubber                                    | 1013                           | 10−14                           |                               | [ 21 ]        |
| Air                                            | 109 to 1015                    | ~10−15 to 10−9                  |                               | [ 38 ] [ 39 ] |
| Wood (oven dry)                                | 1014 to 1016                   | 10−16 to 10−14                  |                               | [ 40 ]        |
| Sulfur                                         | 1015                           | 10−16                           |                               | [ 21 ]        |
| Fused quartz                                   | 7.5×1017                       | 1.3×10−18                       |                               | [ 21 ]        |
| PET                                            | 1021                           | 10−21                           |                               |               |
| PTFE (teflon)                                  | 1023 to 1025                   | 10−25 to 10−23                  |                               |               |

有效溫度係數隨材料的溫度和純度等級而變化。 20°C 值在其他溫度下使用時，只是一個近似值。 例如，銅的溫度越高，係數就越低，且值0.00427 通常指定為0 °C 。 

银的极低电阻率（高导电率）是金属的特性。乔治·伽莫夫在他的科普书One, Two, Three...Infinity中简洁地总结了金属与电子相互作用的本质：
The metallic substances differ from all other materials by the fact that the outer shells of their atoms are bound rather loosely, and often let one of their electrons go free. Thus the interior of a metal is filled up with a large number of unattached electrons that travel aimlessly around like a crowd of displaced persons. When a metal wire is subjected to electric force applied on its opposite ends, these free electrons rush in the direction of the force, thus forming what we call an electric current.
廣泛認為木材是一種極好的絕緣體，但其電阻率敏感地取決於水分含量，潮濕的木材的絕緣性比烘乾的木材差至少1010。足夠高的電壓（例如雷擊或某些高壓電線中的電壓）可能會導致絕緣擊穿和觸電風險，即使是明顯乾燥的木材也是如此。

## 温度依赖性

### 线性近似
大多數材料的電阻率隨溫度變化。 如果溫度T变化不大，通常使用线性近似：{\displaystyle \rho (T)=\rho _{0}[1+\alpha (T-T_{0})],}其中{\displaystyle \alpha }称为电阻率温度系数， {\displaystyle T_{0}}是固定的參考溫度（通常是室溫），並且{\displaystyle \rho _{0}}是温度{\displaystyle T_{0}}下的电阻率 。参数{\displaystyle \alpha }是根據測量資料擬合的經驗參數 。 線性近似只是一個近似，{\displaystyle \alpha }對不同的參考溫度來說不同。 因此，通常會指定溫度{\displaystyle \alpha }測量時帶有後綴，例如{\displaystyle \alpha _{15}}，表示該關係僅在參考值附近的溫度範圍內成立。當溫度在很大的溫度範圍內變化時，线性近似不够，应该更详细分析和理解。

### 金属
一般来说，金属的电阻率随温度升高而增大。电子与声子的相互作用起到了关键作用。在高温下，金属的电阻随温度呈线性增长。随着金属温度的降低，电阻率的温度依赖性遵循温度的幂律函数。在数学上，金属电阻率 ρ 的温度依赖性可通过Bloch–Grüneisen公式近似表示：{\displaystyle \rho (T)=\rho (0)+A\left({\frac {T}{\Theta _{R}}}\right)^{n}\int _{0}^{\Theta _{R}/T}{\frac {x^{n}}{(e^{x}-1)(1-e^{-x})}}\,dx,}其中{\displaystyle \rho _{0}}是由於缺陷散射而產生的殘餘電阻率，A 是取決於費米表面電子速度、德拜半徑和金屬中電子數密度的常數。{\displaystyle \Theta _{R}}是從電阻率測量獲得的德拜溫度，與從比熱測量獲得的德拜溫度值非常匹配。n是一個整數，取決於交互作用的性質：
- n = 5 表示電阻由聲子對電子散射造成（簡單金屬）

- n = 3 表示电阻由于s-d 电子散射造成（过渡金属）
- n = 2 表示电阻是由电子-电子相互作用引起的。

Bloch-Grüneisen公式假设所研究的金属具有内接于第一布里渊区和德拜声子谱的球形费米面而获得的近似值。 
如果同時存在多個散射源，Matthiessen規則（由 Augustus Matthiessen 在 1860 年代首次提出）指出，可以透過將幾個不同的項相加來近似總電阻，每個項都有適當的 n 值。
当金属的温度充分降低（从而“冻结”所有声子）时，电阻率通常达到恒定值，称为残余电阻率。該值不僅取決於金屬的類型，還取決於其純度和熱歷史。 金屬的殘餘電阻率的值由其雜質濃度決定。 由於超导效應，一些材料在足夠低的溫度下失去所有電阻率。
对金属低温电阻率的研究是海克·卡末林·昂內斯实验的动机，该实验于1911年发现了超导性。详细信息请参阅超导的历史。

#### 维德曼-弗朗茨定律
维德曼-弗朗兹定律指出，對於熱和電荷傳輸由電子主導的材料，熱導率與電導率之比與溫度成正比：{\displaystyle {\kappa  \over \sigma }={\pi ^{2} \over 3}\left({\frac {k}{e}}\right)^{2}T,}其中{\displaystyle \kappa }是热导率， {\displaystyle k}是玻尔兹曼常数， {\displaystyle e}是电子电荷， {\displaystyle T}是温度，并且{\displaystyle \sigma }是电导率。 rhs上的比率称为洛伦兹数。

### 半导体
一般来说，本征半导体電阻率隨著溫度的升高而降低。 電子透過熱能撞擊到导带，在那里自由流动，并在此过程中在价带留下空穴，这些空穴也自由流动。典型本征（非掺杂）半导体的电阻随温度呈指数下降，遵循阿伦尼乌斯模型：{\displaystyle \rho =\rho _{0}e^{\frac {E_{A}}{k_{B}T}}.}Steinhart-Hart方程给出了半导体电阻率与温度关系的更好近似值：{\displaystyle {\frac {1}{T}}=A+B\ln \rho +C(\ln \rho )^{3},}其中A 、 B和C是Steinhart-Hart 系数。
该方程用于校准热敏电阻。
非本征（掺杂）半导体的溫度分佈就複雜得多。 隨著溫度從絕對零度開始升高，當載子離開供體或受體時，它們的電阻首先急劇下降。 在大多數施主或受主失去載子後，由於載子遷移率的降低（與金屬中的情況非常相似），電阻開始再次略有增加。 在較高溫度下，它們的行為類似於本徵半導體，因為與熱產生的載子相比，來自施主、受主的載子變得微不足道。
在非晶態半導體中，傳導可以通過從一個局部位置到另一個局部位置的电荷量子隧道发生。这称为可变范围跳变，其特征形式为{\displaystyle \rho =A\exp \left(T^{-1/n}\right),}其中 n = 2, 3, 4，取决于系统的维度。

### 近藤绝缘子
近藤绝缘体是电阻率遵循以下公式的材料
{\displaystyle \rho (T)=\rho _{0}+aT^{2}+bT^{5}+c_{m}\ln {\frac {\mu }{T}}}
其中{\displaystyle a}, {\displaystyle b}, {\displaystyle c_{m}}和{\displaystyle \mu }是常数参数， {\displaystyle \rho _{0}}是残余电阻率， {\displaystyle T^{2}}是费米液体贡献， {\displaystyle T^{5}}是晶格振动项和{\displaystyle \ln {\frac {1}{T}}}近藤效应。

## 复电阻率和电导率
在分析材料对交变电场（介电谱）的响应时， 在电阻抗断层扫描等应用中， 用称为阻抗的复数（类似于电阻抗）代替电阻率很方便。阻抗是实部电阻率和虚部电抗性的总和（类似于电抗）。阻抗的大小是电阻率和电抗性大小的平方和的平方根。
相反，在这种情况下，电导率必须表示为复数（或者在各向异性材料的情况下甚至表示为复数矩阵），称为导纳率。介电常数是称为电导率的实部和称为磁化率的虚部的总和。
对交流电响应的另一种描述使用实数（但与频率相关）电导率以及实数介电常数。电导率越大，交流信号被材料吸收的速度越快（即材料越不透明）。有关详细信息，请参阅opacity的数学描述。

## 复杂几何形状中的电阻与电阻率
即使材料的电阻率已知，在某些情况下，计算由其制成的物体的电阻可能比公式复杂得多{\displaystyle R=\rho \ell /A}多于。一个例子是扩散电阻分析，其中材料不均匀（不同地方的电阻率不同），电流的确切路径并不明显。
在这种情况下，公式{\displaystyle J=\sigma E\,\,\rightleftharpoons \,\,E=\rho J}替换为{\displaystyle \mathbf {J} (\mathbf {r} )=\sigma (\mathbf {r} )\mathbf {E} (\mathbf {r} )\,\,\rightleftharpoons \,\,\mathbf {E} (\mathbf {r} )=\rho (\mathbf {r} )\mathbf {J} (\mathbf {r} ),}其中E和J现在是向量场。该方程与J的连续性方程和E的泊松方程一起形成一组偏微分方程。在特殊情況下，可以手動計算出這些方程式的精確或近似解，但為了在複雜情況下獲得非常準確的答案，可能需要有限元分析等计算方法。

## 电阻率-密度乘积
在一些物品重量非常重要的應用中，電阻率和密度的乘積比絕對低電阻率更重要－通常可以使導體更厚以彌補更高的電阻率；然後需要低電阻率密度產品材料（或等效地高電導率與密度比）。 例如，對於長距離架空电力线，經常使用鋁而不是銅 (Cu)，因為在相同的電導率下鋁更輕。
銀雖然是已知電阻最小的金屬，但具有高密度，以此標準衡量其性能與銅相似，但價格昂貴得多。 鈣和鹼金屬具有最佳的電阻率密度乘積，但由於它們與水和氧的高反應性（並且缺乏物理強度）而很少用於導體。 鋁更加穩定。 毒性排除了鈹的選擇。（纯铍也很脆）因此，当导体的重量或成本是主要考虑因素时，铝通常是首选金属。
| 材料 | 电阻率( nΩ·m ) | 密度(g/cm3 ) | 电阻率×密度 | 电阻率×密度 | 相对于Cu的电阻率，即提供相同电导所需的横截面积 | 大约价格       | 大约价格 |
| 材料 | 电阻率( nΩ·m ) | 密度(g/cm3 ) | ( g·mΩ/m2 ) | 相对Cu      | 相对于Cu的电阻率，即提供相同电导所需的横截面积 | （美元每公斤） | 相对Cu   |
| ---- | -------------- | ------------ | ----------- | ----------- | ---------------------------------------------- | -------------- | -------- |
| 钠   | 47.7           | 0.97         | 46          | 31%         | 2.843                                          |                |          |
| 锂   | 92.8           | 0.53         | 49          | 33%         | 5.531                                          |                |          |
| 钙   | 33.6           | 1.55         | 52          | 35%         | 2.002                                          |                |          |
| 钾   | 72.0           | 0.89         | 64          | 43%         | 4.291                                          |                |          |
| 铍   | 35.6           | 1.85         | 66          | 44%         | 2.122                                          |                |          |
| 铝   | 26.50          | 2.70         | 72          | 48%         | 1.579                                          | 2.0            | 0.16     |
| 镁   | 43.90          | 1.74         | 76          | 51%         | 2.616                                          |                |          |
| 铜   | 16.78          | 8.96         | 150         | 100%        | 1                                              | 6.0            | 1        |
| 银   | 15.87          | 10.49        | 166         | 111%        | 0.946                                          | 456            | 84       |
| 金   | 22.14          | 19.30        | 427         | 285%        | 1.319                                          | 39,000         | 19,000   |
| 铁   | 96.1           | 7.874        | 757         | 505%        | 5.727                                          |                |          |

## 相关
- Charge transport mechanisms
- Chemiresistor
- Classification of materials based on permittivity
- Conductivity near the percolation threshold
- Contact resistance
- Electrical resistivities of the elements (data page)
- Electrical resistivity tomography
- Sheet resistance
- SI electromagnetism units
- Skin effect
- Spitzer resistivity
- Dielectric strength

## 笔记
1. ↑  The atomic number is the count of electrons in an atom that is electrically neutral – has no net electric charge.
2. ↑  Other relevant factors that are specifically not considered are the size of the whole crystal and external factors of the surrounding environment that modify the energy bands, such as imposed electric or magnetic fields.
3. 1 2  Cobalt and ruthenium are considered to replace copper in integrated circuits fabricated in advanced nodes[26]
4. ↑  Corresponds to an average salinity of 35 g/kg at 20 °C.
5. ↑  Conductivity is lowest with monatomic gases present; changes to 12×10−5 upon complete de-gassing, or to 7.5×10−5 upon equilibration to the atmosphere due to dissolved CO2

## 进一步阅读
- Paul Tipler.  5th. W. H. Freeman. 2004. ISBN 978-0-7167-0810-0.
- Measuring Electrical Resistivity and Conductivity （页面存档备份，存于）